# Horsmonden
Horsmonden – wieś w Anglii, w hrabstwie Kent, w dystrykcie Tunbridge Wells. Leży 17 km na południowy zachód od miasta Maidstone i 57 km na południowy wschód od centrum Londynu.